# جيف غرين (صحفي)
جيف غرين (بالإنجليزية: Jeff Green)‏ هو صحفي أمريكي، ولد في 12 أكتوبر 1961.